# Мартін Гулд
Мартін Гулд (англ. Martin Gould; нар. 14 вересня 1981 року)  — англійський професійний гравець у снукер.
Професійна кар'єра Гулда почалася з участі в Challenge Tour у 2000 році. У 2002 він виграв свій перший Чемпіонат Англії серед аматорів. На Чемпіонаті Європи також у 2002 році Гулд вийшов до півфіналу. На аматорському Чемпіонаті світу 2003 року він виграв 8 кваліфікаційних матчів, але не пройшов далі, програвши Патріку Воллесу.
Після невдалого сезону 2003/2004 року Мартін втратив можливість брати участь у Мейн-турі до 2007 року. Деякий час працював круп'є в казино, оскільки снукер не приносив йому відчутних доходів. Після повернення до професійного туру та здобуття успіхів у 2011 році залишив цю роботу.

## Віхи кар'єри
2007 рік. Вдруге стає чемпіоном Англії серед аматорів і відновлює свою професійну кар'єру.
2011 рік. Виходить до фіналу турніру Power Snooker Masters, перемігши Марка Селбі та Джадда Трампа, але в фіналі програє Ронні О'Саллівану. Виходить до фіналу турніру PTC Grand Final, де програє Шону Мерфі.
2013 рік. Виграв турнір Shoot Out, у фіналі переміг Марка Аллена.
2015 рік. Виходить до фіналу Australian Open, де програє 8-9 Джону Гіггінсу.
2016 рік. Виграє свій перший рейтинговий титул на German Masters у Берліні. У фіналі обігрує Луку Бреселя 9-5. Піднімається до свого найвищого місця в рейтингу професіоналів — 11-го місця.
2018 рік. Робить перший у кар'єрі максимальний брейк (147 очок) на турнірі Championship League.
2020 рік. Досягає фіналу European Masters, де програє 8-9 Марку Селбі.